# Al-Baidawi
Abdallah ibn Omar al-Baidawi (en árabe: عبدالله بن عمر البيدوي) fue un crítico y teólogo musulmán nacido en Fars, donde su padre era juez en el momento del mandato del atabeg Abu Bakr Ibn Sa'd (1226-1260). Él mismo se convirtió en juez de Shiraz y murió en Tabriz alrededor de 1286. 
Fue autor de varios tratados teológicos, aunque su trabajo más destacado fue un comentario sobre el Corán titulado "Asrar ut-tanzil wa Asrar ut-ta'wil" (literlamente, Los secretos de la Revelación y Los secretos de Interpretación). Este trabajo está inspirado principalmente en los comentarios al-Kashshaf de Zamakhshari, con omisiones y notas adicionales. Los musulmanes ortodoxos lo consideran como un comentario de referencia, casi sagrado, mientras que otros creen que su tratamiento de los temas teológicos y el idioma es incompleto y a veces inexacto.